# Gira Directo a Septiembre
Gira Directo a Septiembre fue una gira de conciertos del cantante español Melendi, enmarcado dentro de la promoción su primer disco en directo, publicado con el nombre Directo a Septiembre. Este DVD fue grabado en el concierto ofrecido por el asturiano en septiembre de 2015 en la plaza de toros de Las Ventas de Madrid, dentro de su Gira Un Alumno Más.
En el mes de marzo, el asturiano confirmó las primeras fechas del tour, que comenzaría en abril en Miami y llegaría a España a mediados de mayo.
Realmente, este nuevo tour sería una continuación del anterior, aunque al haber publicado el DVD en directo esta tanda de conciertos sirvió para promocionarlo.

## Fechas
| Fecha                    | Ciudad                 | País           | Recinto                              |
| ------------------------ | ---------------------- | -------------- | ------------------------------------ |
| 24 de abril de 2016      | Miami                  | Estados Unidos | Fillmore Miami Beach                 |
| 13 de mayo de 2016       | Getafe                 | España         | Polideportivo M. Juan de la Cierva   |
| 27 de mayo de 2016       | Chirivella             | España         | Polideportivo Ramón Sáez             |
| 28 de mayo de 2016       | Cáceres                | España         | Recinto Hípico de Cáceres            |
| 17 de junio de 2016      | Murcia                 | España         | Plaza de Toros de La Condomina       |
| 19 de junio de 2016      | León                   | España         | León Arena                           |
| 15 de julio de 2016      | Andújar                | España         | Campo de fútbol de la Safa           |
| 16 de julio de 2016      | Aranda de Duero        | España         | Recinto ferial de Aranda de Duero    |
| 22 de julio de 2016      | Mataró                 | España         | Parque Central de Mataró             |
| 24 de julio de 2016      | Santiago               | España         | Multiusos Fontes do Sar              |
| 30 de julio de 2016      | La Laguna              | España         | Pabellón Insular Santiago Martín     |
| 5 de agosto de 2016      | La Roda                | España         | Plaza de Toros de La Roda            |
| 6 de agosto de 2016      | Santander              | España         | Palacio de los Deportes de Santander |
| 10 de agosto de 2016     | Calella de Palafrugell | España         | Auditorio del Festival Cap Roig      |
| 17 de agosto de 2016     | Fuengirola             | España         | Marenostrum Castle Park              |
| 19 de agosto de 2016     | Vegadeo                | España         | Parque Ferial de Vegadeo             |
| 20 de agosto de 2016     | Alcalá de Henares      | España         | Auditorio del Patrimonio             |
| 27 de agosto de 2016     | Cuenca                 | España         | Recinto Serranía de Cuenca           |
| 9 de septiembre de 2016  | Zaragoza               | España         | Pabellón Príncipe Felipe             |
| 10 de septiembre de 2016 | Elda                   | España         | Estadio Nuevo Pepico Amat            |
| 17 de septiembre de 2016 | Laguna de Duero        | España         | Plaza de Toros de Laguna             |

## Conciertos no celebrados
| Fecha                   | Ciudad           | País   | Recinto                               | Motivo                     | Estado                                                 |
| ----------------------- | ---------------- | ------ | ------------------------------------- | -------------------------- | ------------------------------------------------------ |
| 10 de marzo de 2016     | Ciudad de México | México | Infield del Hipódromo de las Américas | Meteorología adversa       | Cancelado                                              |
| 25 de junio de 2016     | Granada          | España | Palacio de los Deportes de Granada    | Incumplimiento de contrato | Reprogramado (11 de diciembre, Gira Quítate las gafas) |
| 28 de agosto de 2016    | Requena          | España | Plaza de Toros de Requena             | Enfermedad                 | Cancelado                                              |
| 4 de septiembre de 2016 | Laguna de Duero  | España | Plaza de Toros de Laguna              | Enfermedad                 | Reprogramado (17 de septiembre)                        |